# Jerry Lucena
Jerry Lucena (ur. 11 sierpnia 1980 w Esbjergu) – urodzony w Danii, filipiński piłkarz grający na pozycji obrońcy.

## Kariera klubowa
Lucena profesjonalną karierę rozpoczął w Esbjerg fB, w którym spędził dziewięć sezonów. W 2007 roku przeniósł się do Aarhus GF, po pięciu latach latem 2012 roku zdecydował się jednak na powrót do poprzedniego klubu.

## Kariera reprezentacyjna
W reprezentacji Filipin zadebiutował w 2011 roku.

## Sukcesy
Esbjerg
- Puchar Danii: 2013